# Gerőfy Andor

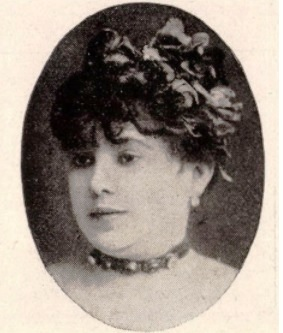
Gerőfy Andorné Petrovich Ilka portréja a Magyar színművészeti lexikonban (1929)

Gerőfy Andor, névváltozatok: Gerőfi, Gerőffy (Székesfehérvár, 1849. október 10. – Budapest, 1892. június 21.) színész, színigazgató.

## Élete
Középiskolai tanulmányait Pesten végezte. Színésznek tanult, 1870-ben végezte el a Színészeti Tanodát. Miklósy Gyula társulatánál kezdte pályáját Budán hős és szerelmes színészként. Első szerepe Lukácsy Sándor Zsidó honvédjében volt, ahol Blind Zsigmondot alakította. Egy évvel később Mannsberghez szerződött Szegedre, itt nősült meg. 1881. augusztus 26-án Fiuméban is szerepelt társulatával. Sokoldalú művész volt, drámai hős, társalgási és szerelmes szerepekben, népszínművekben lépett föl, rendezett is. 1876–1877-ben színigazgató Szatmáron, majd 1890-ben Gerőfy Andor társulata ugyancsak Szatmáron 12 előadással a Séta téri nyári színkörben lépett fel. Nem volt erélyes igazgató, társulata működését sokszor szervezetlenség jellemezte. Neje Zádor (Petrovich) Ilka színésznő volt.

## Fontosabb szerepei
- Mátyás (Szigeti J.: Mátyás király)
- Bánk bán (Katona József)
- Passe-Partout (Csepreghy Ferenc: Utazás a föld körül)

## Fontosabb művei
- Huszonegyek tolvajtársulata (Székesfehérvár, 1881)

## Igazgatóként működött
- 1876-ban és 1884-ben Szatmáron
- 1877-ben Pécsen
- 1878-ban és 1881-ben Kassán
- 1880-ban Székesfehérváron
- 1882-ben Szabadkán
- 1883-ban Miskolcon
- 1885-ben Temesváron
- 1886-ban Marosvásárhelyen
- 1887-ben Nagyszebenben
- 1888-ban Fogarason
- 1889-ben Eperjesen
- 1890-ben Désen
- 1891-ben Kisújszálláson